# ヴィーナスとオルガン奏者 (ベルリン絵画館)
『ヴィーナスとオルガン奏者』（ヴィーナスとオルガンそうしゃ、独: Venus mit dem Orgelspieler、英: Venus with an Organist and Cupid）は、イタリア盛期ルネサンスのヴェネツィア派の巨匠ティツィアーノ・ヴェチェッリオが1550年ごろ、キャンバス上に油彩で制作した絵画で、画家の「ヴィーナスと音楽奏者」を描いた作品のうちの1点である。1918年以来、ベルリン絵画館に所蔵されている。
ティツィアーノは、愛の女神ヴィーナスをリュート奏者とともに描いたフィッツウィリアム美術館の作品とメトロポリタン美術館の作品も描いているが、本作はプラド美術館（マドリード）所蔵の『ヴィーナスとオルガン奏者と犬』、『ヴィーナスとオルガン奏者とキューピッド』 同様、ヴィーナスをオルガン奏者とともに描いている。

## 作品

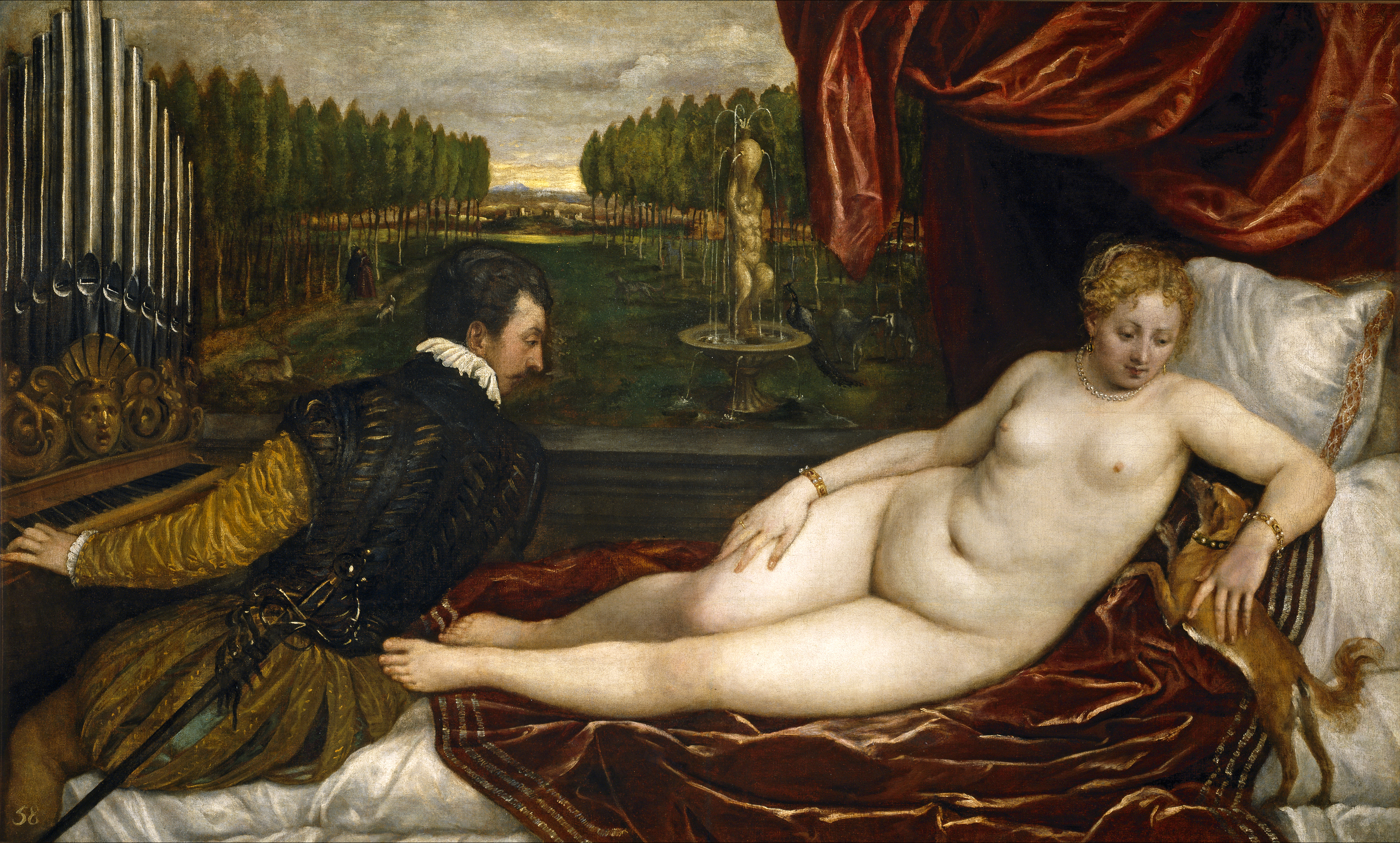
ティツィアーノ『ヴィーナスとオルガン奏者と犬』、1550年ごろ。プラド美術館

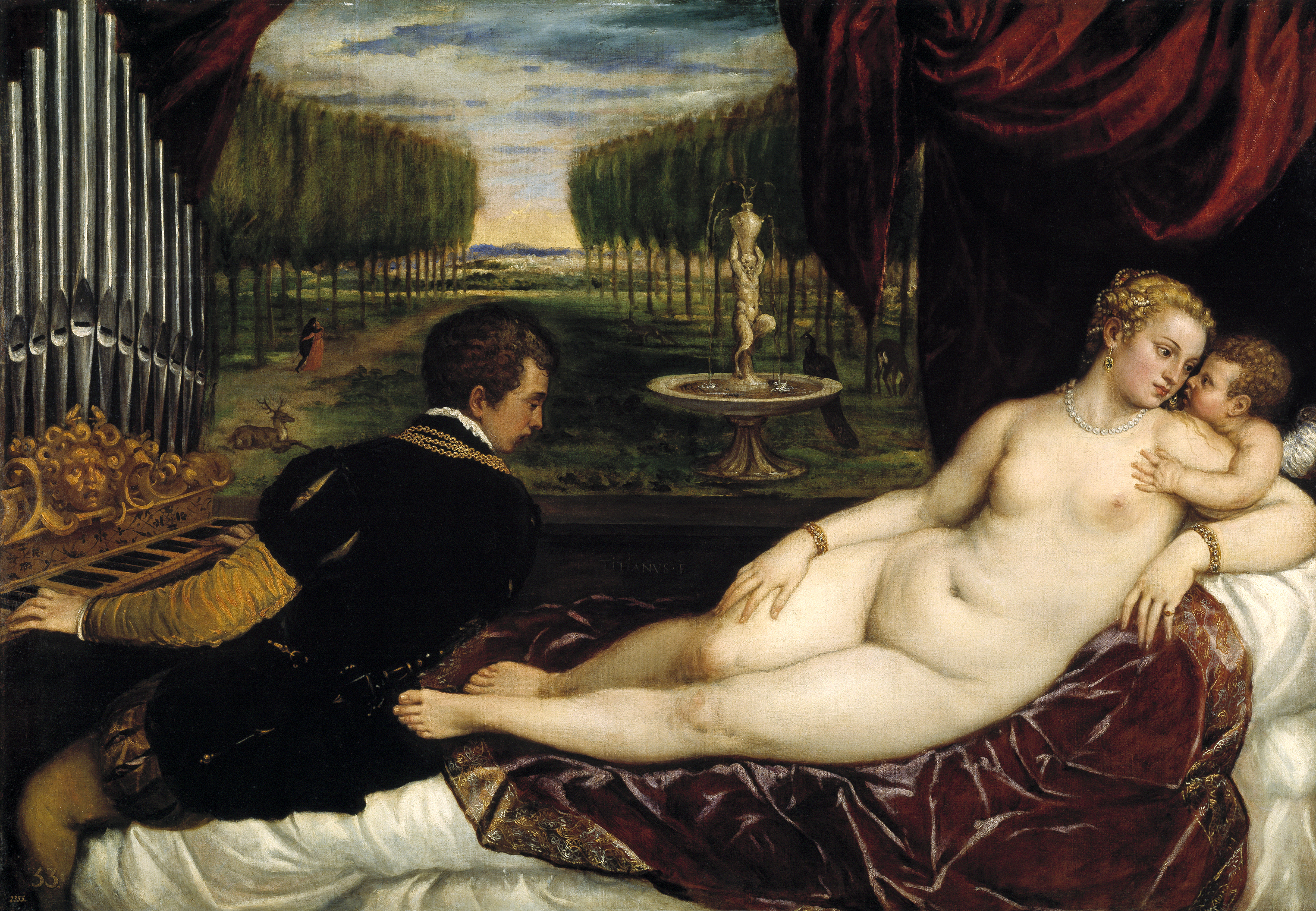
ティツィアーノ『ヴィーナスとオルガン奏者とキューピッド』、1555年ごろ。プラド美術館

ティツィアーノは1545年以降、「横たわるヴィーナス」を繰り返し描いた。ジョルジョーネ以来の「横たわるヴィーナス」に則りながら、左右を逆転し、女神ヴィーナスの美と官能の賛美者である楽器奏者やキューピッドを加えて、「愛」の主題を称揚している。
現存する上記の「ヴィーナスと音楽奏者」の5作品の間の関係、制作順序、制作におけるティツィアーノの関与、制作年は解釈とともに研究者の間で議論の的となっている。ベルリン絵画館にある本作については工房作と見る意見もあるが、作品の描写 (特にオルガン奏者の描写) にはペンティメンティ（描きなおし）が見られることから、ティツィアーノ自身の手になることを裏付けているように思われる。本作をプラド美術館のオルガン奏者を描いた2点より質的に高いとする見方もある。これら3点の「ヴィーナスとオルガン奏者」の絵画の制作順序については意見の一致を見ていない。
現在、プラド美術館は、ペンティメンティが見られる『ヴィーナスとオルガン奏者と犬』をもとに『ヴィーナスとオルガン奏者とキューピッド』が制作されたとしている。イタリアの研究者たちとアメリカの研究者ハロルド・ウェゼイは、『ヴィーナスとオルガン奏者とキューピッド』が一番最初に制作されたとし、その後にベルリン絵画館の『ヴィーナスとオルガン奏者』が制作されたとしている。しかし、V・ハーズナー (V. Herzner) は、プラド美術館の『ヴィーナスとオルガン奏者とキューピッド』はベルリンの作品に由来するとみている。
なお、ベルリンの作品の制作年は1550-1552年とされるが、ウェゼイのみはティツィアーノが1548年にスペイン王フェリペ2世と会ったことと関連づけ、1548-1549年ごろとしている。そして、左側のオルガン奏者は若いフェリペ2世を表しているという見方をしているが、それを否定する意見もある。
ケネス・クラークによれば、これらの作品中のヴィーナスは「正真正銘のヴェネツィア女」であり、「豊満で、重たげで、いささか開花し切った薔薇の特質を備えている」。本作では、「愛」の説得者であるキューピッドが何事かなまめかしく女神に囁きかけ、「欲望」の象徴である小犬が興奮して唸りをあげている。オルガン奏者は熱い視線をヴィーナスに投げかけ、その指が奏でる音楽は愛の陶酔のムードを否応なしに高めている。

## 解釈
「ヴィーナスと音楽奏者」の絵画を、エルヴィン・パノフスキーはルネサンス期の新プラトン主義の精神で解釈し、美の認識における聴覚と視覚の競合の概念を表したものであるとした。この解釈を否定し、これらの絵画をペトラルカの詩に表される愛の精神で説明しようとする見方もある。この見方では絵画に描かれているのはヴィーナスではなく、騎士に求愛されている女性か高級娼婦で、キューピッドは騎士から派遣された愛のメッセンジャーである。しかし、これらの作品が異なる時期と状況下で制作されたものであることからすると、すべてが同一の思想を反映しているとは思えない。